# Gynanisa maja
Gynanisa maja är en fjärilsart som beskrevs av Johann Christoph Friedrich Klug 1836. Gynanisa maja ingår i släktet Gynanisa och familjen påfågelsspinnare. Inga underarter finns listade i Catalogue of Life.

## Bildgalleri

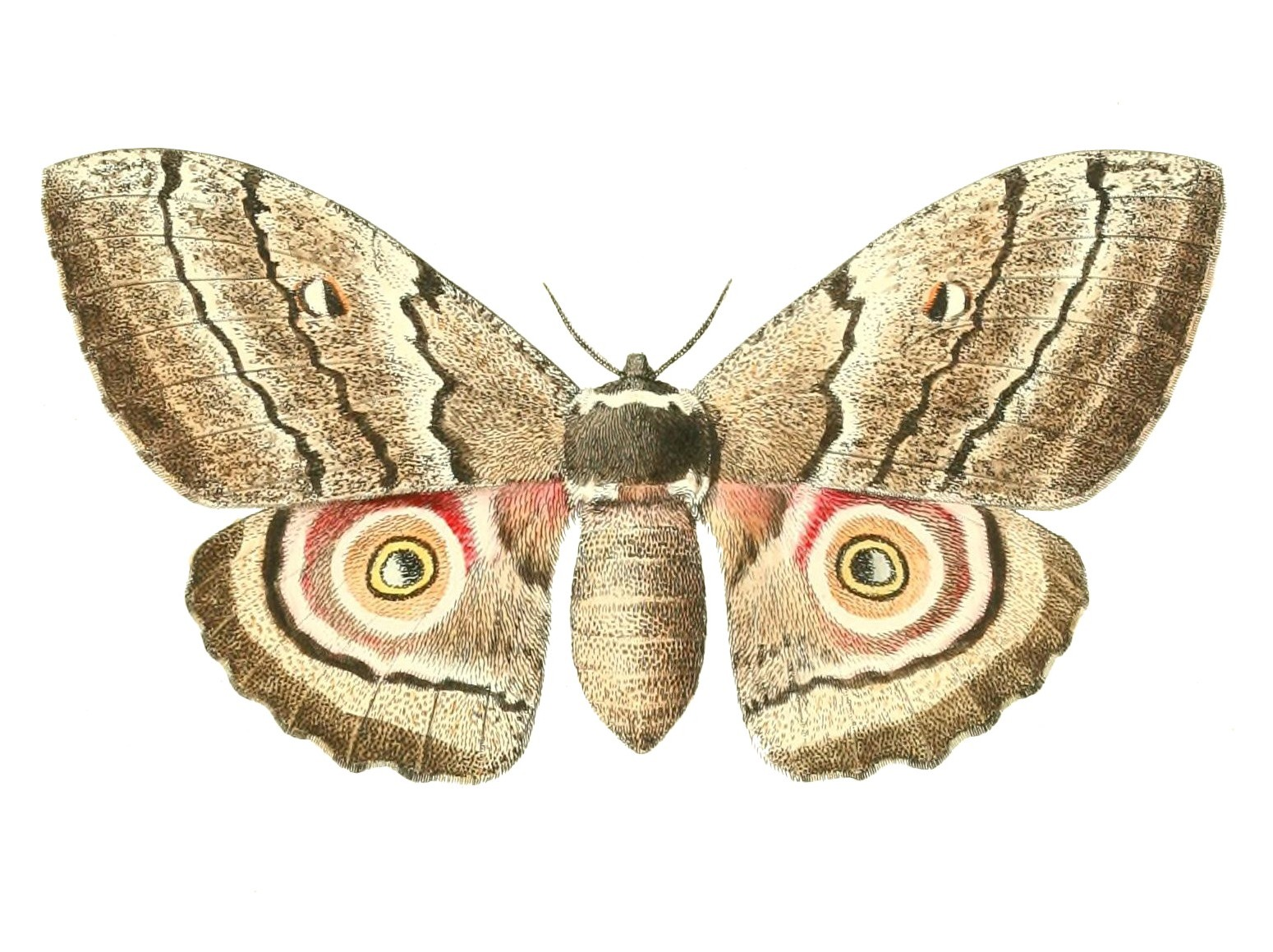